# Ben Idrissa Dermé
Ben Idrissa Dermé (Abra, 21 de janeiro de 1982 – Biguglia, 11 de setembro de 2016) foi um futebolista burquinense que jogava como zagueiro.

## Carreira
Estreou no futebol aos 20 anos, no Étoile Filante, jogando ainda por Sheriff Tiraspol e US Ouagadougou.
O zagueiro mudou-se para a França em 2008, atuando apenas por equipes da Córsega - teve mais destaque no CA Bastia, onde disputou 83 jogos e fez 5 gols. Também vestiu as camisas de USC Corte, EF Bastia e AJ Biguglia.

## Carreira internacional
Entre 2006 e 2010, Dermé atuou em 4 jogos pela Seleção Burquinense (3 oficiais e um não-oficial), contra Argélia, Congo, Gabão e Guiné. Saiu-se invicto em todas as partidas (2 vitórias e 2 empates)

## Morte
Em 11 de setembro de 2016, durante um jogo entre AJ Biguglia e Furiani-Agliani (válido pela Copa da França), Dermé caiu no gramado no início do segundo tempo após uma parada cardíaca. Apesar de ter sido socorrido pelos médicos, faleceu logo em seguida, aos 34 anos.

## Títulos
Sheriff Tiraspol
- Divizia Naţională: 2005, 2006, 2007, 2008
- Copa da Moldávia: 2006, 2008
- Supercopa da Moldávia: 2005, 2007

CA Bastia
- CFA 2: 2011–12

Étoile Filante
- Copa de Burquina Fasso: 2003